# Sant’Eusebio (Pavia)

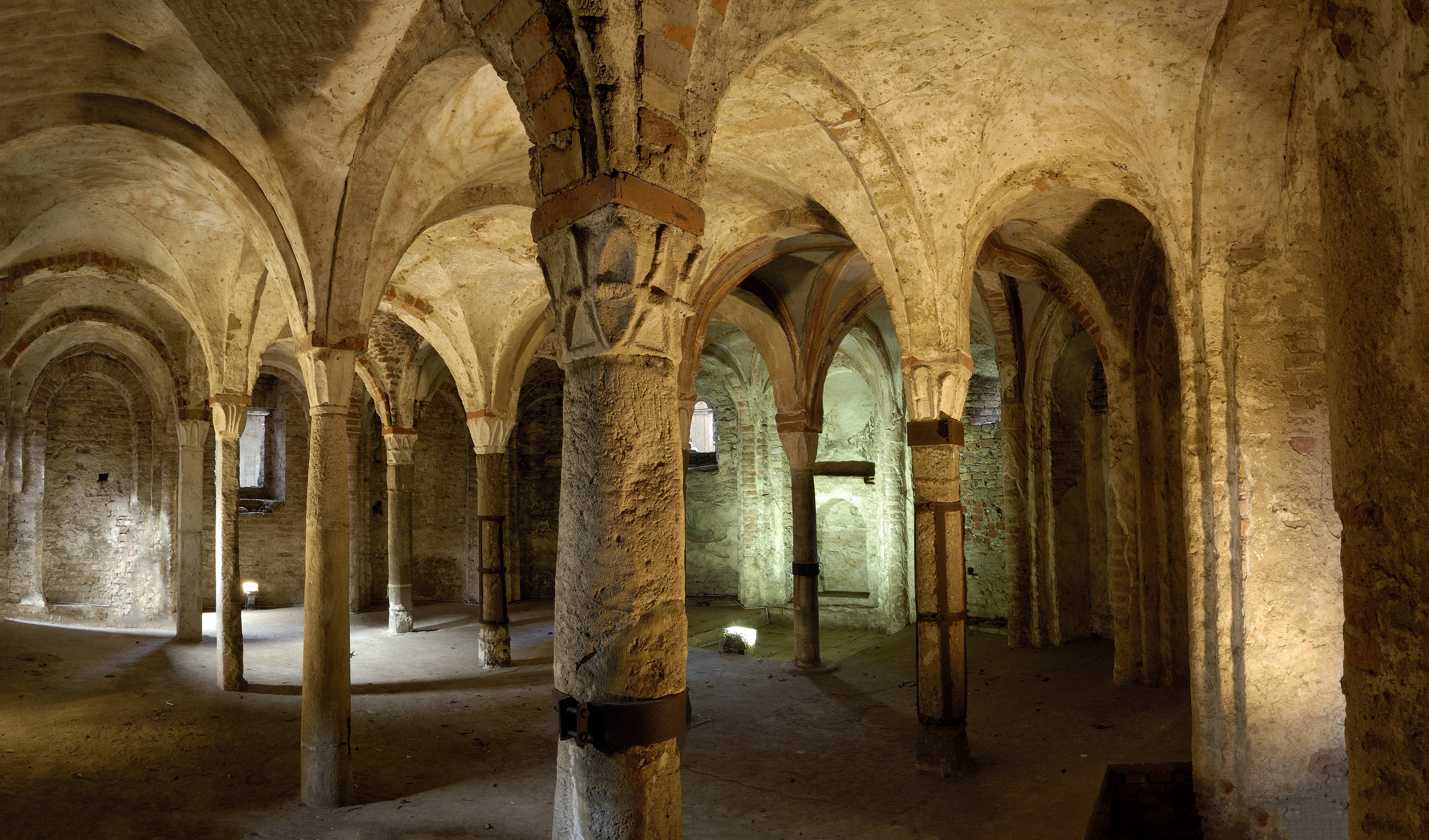
Das Innere der Krypta

Die Kirche Sant’Eusebio war ein Kirchengebäude in Pavia, von dem heute nur noch die Krypta erhalten ist. Die Kirche wurde möglicherweise in der ostgotischen Zeit als arianische Kathedrale der Stadt gegründet und später unter dem langobardischen König Rothari (636–652) umgestaltet. Sie wurde zum Zentrum der Bekehrung der Langobarden zum Katholizismus, die in Pavia durch König Aripert I. (653–661) und Bischof Anastasius großen Auftrieb erhielt.

## Geschichte und Architektur
Vermutlich wurde die Kirche im 6. Jahrhundert während der ostgotischen Herrschaft als arianisches Gotteshaus gegründet. Im 7. Jahrhundert ließ König Rothari das Gebäude umgestalten; es wird in der Historia Langobardorum von Paulus Diaconus erwähnt. Im Jahr 658 wechselte die Kirche vom arianischen zum katholischen Ritus, und ihr Klerus konvertierte ebenfalls zum Katholizismus, sodass der arianische Bischof von Pavia, Anastasius, zum katholischen Oberhirten der Stadt wurde.

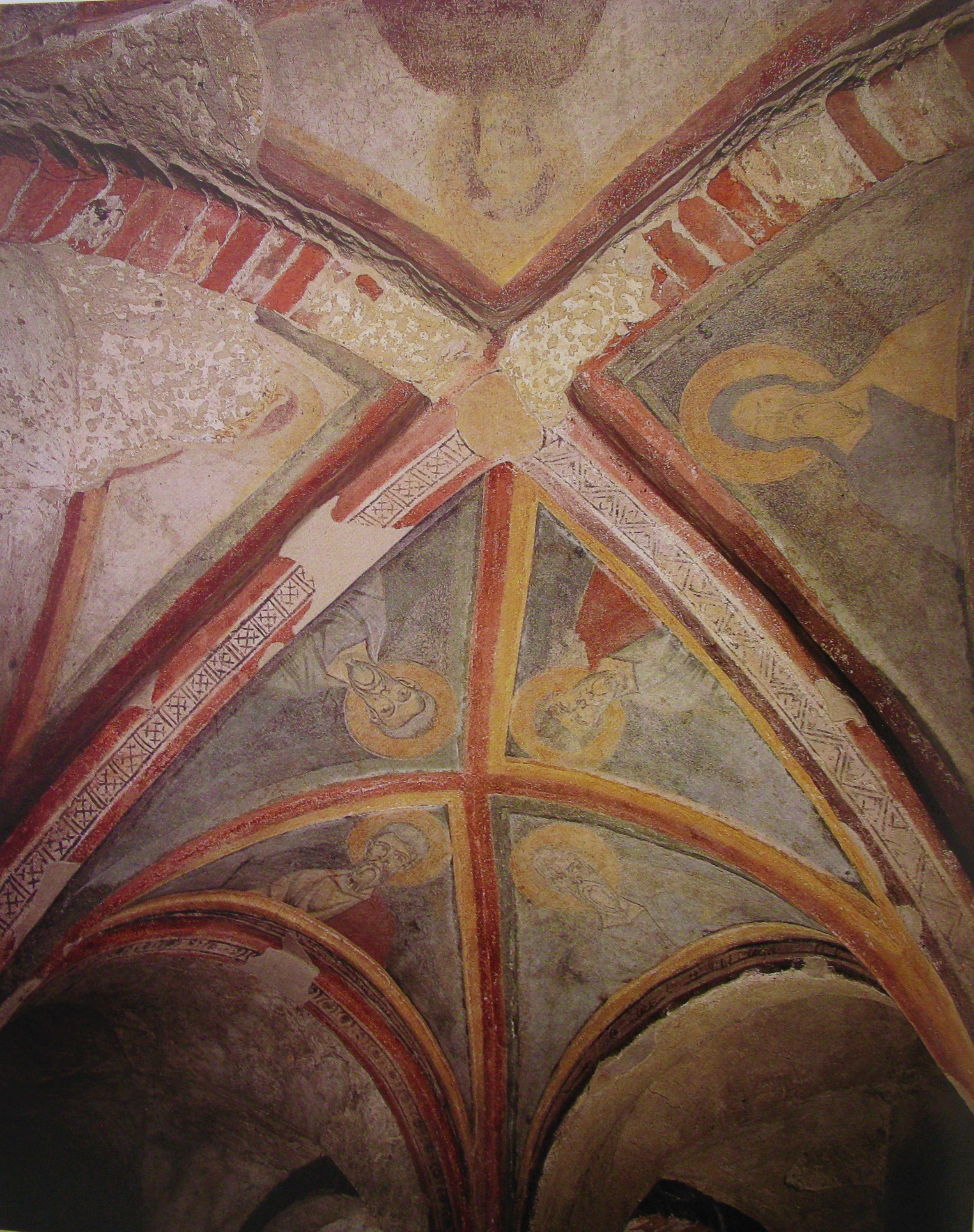
Fresken der Gewölbe, 12. Jahrhundert

Der apsidiale Grundriss der Krypta stammt aus dem 7. Jahrhundert, während der Rest der Struktur im 11. Jahrhundert hinzugefügt wurde, als die darüberliegende Kirche neu gebaut und mit drei Schiffen ausgestattet wurde. Die Kirche erfuhr umfangreiche Veränderungen im Jahr 1512 und im 17. Jahrhundert, bevor sie 1741 erneut zerstört und wiederaufgebaut wurde. Während dieser Arbeiten, die die Krypta unberührt ließen, wurden die drei mittelalterlichen Schiffe entfernt und das Gebäude dadurch zu einer einzigen Halle reduziert. 1805 wurde die Kirche säkularisiert und vom nahegelegenen San-Matteo-Krankenhaus erworben, das sie bis mindestens 1876 als Pavillon für Patienten mit Infektionskrankheiten nutzte. 1923 wurde der endgültige Abriss im Rahmen einer städtebaulichen „Neuordnung“ des Gebiets beschlossen, aus der die heutige Piazza Leonardo da Vinci und die suggestive, wenn auch historisch unpassende, Freistellung der Türme hervorgingen. Während der Restaurierungsarbeiten von 1968 wurden östlich der Apsis der Krypta einige frühmittelalterliche Ziegelplattengräber entdeckt.
Die Krypta, obwohl im 11. Jahrhundert umgestaltet, bewahrt noch einige Kapitelle aus langobardischer Zeit, die eine Abkehr von der klassischen Kunst durch von der Goldschmiedekunst inspirierte Formen zeigen. Es wird vermutet, dass sie ursprünglich mit Glaspaste oder großen farbigen Steinen bedeckt waren, was ihnen ein majestätischeres und eleganteres Aussehen verliehen hätte. Diese Kapitelle greifen die Verzierungen der Vogelfibeln auf, die in der gesamten germanischen Goldschmiedekunst verwendet wurden und ebenfalls auf orientalische Vorbilder zurückgehen. Die Gewölbe der Krypta bewahren Fresken byzantinischen Stils mit Heiligenbüsten aus der zweiten Hälfte des 12. Jahrhunderts. Die Krypta kann nach Vereinbarung mit den Städtischen Museen (Musei Civici) besichtigt werden.